# Zezéu Ribeiro
José Eduardo Vieira Zezéu Ribeiro (Salvador, 21 de novembro de 1949 — São Paulo, 25 de fevereiro de 2015) foi um político brasileiro e conselheiro do Tribunal de Contas do Estado da Bahia.

## Biografia
Nascido José Eduardo Vieira Ribeiro, formado em Arquitetura e Urbanismo pela Universidade Federal da Bahia (UFBA), com pós-graduação em Gestão Ambiental, Zezéu Ribeiro iniciou sua militância política no movimento estudantil, na década de 1970.
Foi presidente do Sindicato dos Arquitetos da Bahia, do Instituto dos Arquitetos do Brasil - Departamento da Bahia (IAB-BA) e membro do Conselho Federal de Engenharia, Arquitetura e Agronomia (Confea).
Filiado ao PT desde 1982, presidiu o partido na Bahia (1995-1999) e integrou o Diretório Nacional (2001-2003). Em Salvador, exerceu o mandato de vereador em três legislaturas, alcançando amplo reconhecimento. Foi candidato ao Senado Federal em 1994, ao governo da Bahia em 1998 e elegeu-se deputado federal em 2002.
Na Câmara dos Deputados, coordenou a bancada do Nordeste e destacou-se por meio de proposições sobre questões de moradia e superação das desigualdades regionais, tendo sido presidente da Comissão de Desenvolvimento Urbano.
Foi autor da Lei da Assistência para Moradia de Interesse Social (Lei 11 888/08) e relator do Projeto de Lei Complementar Nº 76/2003, que institui a Superintendência do Desenvolvimento do Nordeste - SUDENE; e da PEC 150/2003, que vincula 2% das receitas da União e 1% das receitas dos estados e municípios para a produção de moradias sociais. Em parceria com o deputado Paulo Teixeira (PT-SP) é autor do Projeto de Lei nº 6 342/2009, que institui o "Serviço de Moradia Social", que visa garantir moradia digna para a população de baixa renda, com a adoção do aluguel social.
Reeleito deputado federal em 2006 e 2010, licenciou-se do mandato em 2011 para assumir a Secretaria de Planejamento do Estado da Bahia (Seplan). Também em 2011 tornou-se presidente do Conselho Nacional de Secretários de Planejamento (Conseplan). Em março de 2012, reassumiu seu mandato na Câmara dos Deputados, passando a pasta do Planejamento na Bahia para o ex-presidente da Petrobras, José Sérgio Gabrielli, seu companheiro de partido. Foi relator do PL 2 460/2004, conhecido como Estatuto das Metrópoles, que definirá o que é uma Região Metropolitana e orientará a gestão compartilhada de serviços públicos entre municípios vizinhos e/ou conurbados.

Faleceu em 25 de fevereiro de 2015, na cidade de São Paulo, vítima de uma hemorragia digestiva. Vários políticos manifestaram pesar pela sua morte. O governo da Bahia decretou luto oficial de três dias no estado.